# Polygonatum humile
Polygonatum humile är en sparrisväxtart som beskrevs av Fisch. och Carl Maximowicz. Polygonatum humile ingår i släktet ramsar, och familjen sparrisväxter. Inga underarter finns listade i Catalogue of Life.